# Nicolas Meyer

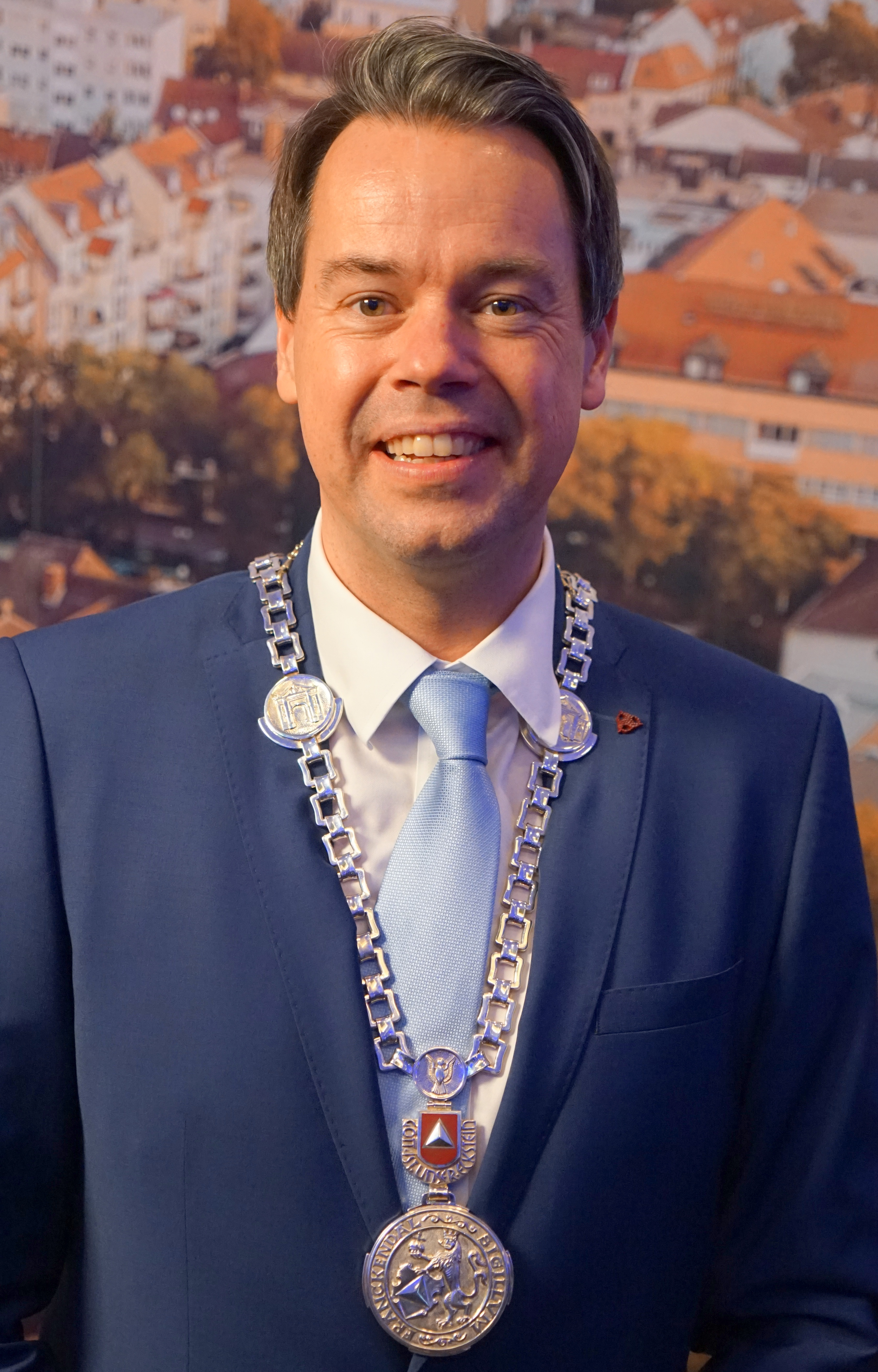
Nicolas Meyer am Tag seiner Vereidigung

Nicolas Meyer (* 1980 in München) ist ein deutscher Politiker und Jurist. (FWG). Er ist seit dem 1. Januar 2024 Oberbürgermeister der kreisfreien Stadt Frankenthal (Pfalz). Der feierliche Amtswechsel fand am 14. Dezember 2023 statt.

## Leben
Meyer leistete nach dem Abitur den Grundwehrdienst bei der Luftwaffe ab. Anschließend studierte er an der Ludwig-Maximilians-Universität München Rechtswissenschaften mit Schwerpunkt Beamten-, Bau- und Raumordnungsrecht. Danach war er als Rechtsanwalt und zertifizierter Mediator in seiner Heimatstadt tätig. Berufsbegleitend absolvierte er einen Master of Laws im Stiftungs- und Gesellschaftsrecht.
Nach seiner Promotion trat Meyer beim Innenministerium in den Bayerischen Staatsdienst ein. Als Verwaltungsjurist mit Personalverantwortung war er in verschiedenen Geschäftsbereichen tätig. Meyer war stellvertretender Referatsleiter sowie Referent für Öffentliche Sicherheit und Ordnung in Bayern, ferner wirkte er in einer Projektgruppe beim Aufbau des Digitalfunks in Bayern mit. Beim Bayerischen Landeskriminalamt war er als stellvertretender Dezernent für Personal, Haushalt, IT und Liegenschaften verantwortlich, bei der Regierung von Oberbayern als stellvertretender Referatsleiter sowie Referent für Asylbewerberunterbringung und Integration.
Meyer wechselte 2019 als Personalleiter und stellvertretender Leiter der Verwaltung zum Polizeipräsidium Mannheim mit etwa 2700 Bediensteten. Er war zudem Inklusionsbeauftragter und Vorsitzender des „Arbeitskreises Sucht“. Seinen Wohnsitz nahm er in Frankenthal. Bei der Bundeswehr leistete Meyer Führungslehrgänge ab und war zuletzt Major der Reserve beim Landeskommando Rheinland-Pfalz im Bereich zivil-militärische Zusammenarbeit.
Meyer ist verheiratet und Vater von zwei Kindern. Seine Frau stammt aus Studernheim, seine Mutter aus Frankenthal.

## Politik
Nicolas Meyer wurde am 25. Juni 2023 als Kandidat der Freien Wählergruppe Frankenthal mit 55,4 Prozent der Stimmen zum hauptamtlichen Oberbürgermeister der Stadt Frankenthal gewählt. Er hat sein Amt am 1. Januar 2024 angetreten und wurde Nachfolger von Martin Hebich (CDU), der nur aus pensionsrechtlichen Gründen kandidierte. Es gab drei weitere Kandidaten, die Wahlbeteiligung lag bei 39 Prozent.
Der feierliche Amtswechsel und die Vereidigung Meyers wurden im Rahmen einer öffentlichen Stadtratssitzung am 14. Dezember 2023 vollzogen.

## Belege
1. 1 2 3 4  mrn-news.de: Frankenthal – Stabwechsel an der Spitze des Frankenthaler Rathauses – Dr. Nicolas Meyer übernimmt Amtsgeschäfte zum 1. Januar 2024 – Termine im Januar 2024. (abgerufen am 18. Dezember 2023)
2. ↑  frankenthal.de: Wahl der Oberbürgermeisterin / des Oberbürgermeisters 2023. (abgerufen am 19. Dezember 2023)
3. ↑  wochenblatt-reporter.de: Vereidigung von Dr. Nicolas Meyer. (abgerufen am 19. Dezember 2023)

| Personendaten    | Personendaten                                                                |
| ---------------- | ---------------------------------------------------------------------------- |
| NAME             | Meyer, Nicolas                                                               |
| KURZBESCHREIBUNG | deutscher Kommunalpolitiker (FWG), Oberbürgermeister von Frankenthal (Pfalz) |
| GEBURTSDATUM     | 1980                                                                         |
| GEBURTSORT       | München                                                                      |